# LPGA Tour 1979
Navigation
Édition précédente Édition suivante
Le LPGA Tour 1979 est la trentième édition du Ladies Professional Golf Association Tour (LPGA), circuit professionnel féminin de golf, qui se déroule du 15 février 1979 au 3 novembre 1979. Axé sur les États-Unis, le LPGA a entrepris la tenue de tournois hors du continent américain ces dernières saisons, ainsi cette saison voit des tournois programmés au Canada, en Angleterre, aux Philippines et au Japon. Cette trentième édition de ce circuit permet de proposer un certain nombre de tournois professionnels destinés aux femmes en dehors des compétitions amateurs. La volonté de la professionnalisation des golfeuses leur permet désormais de gagner de l'argent en jouant au golf.
Cette saison comporte trente-cinq tournois, soit un de plus qu'en 1978, auxquels sont insérées des dotations financières en fonction du résultat de la golfeuse. Trois de ces tournois sont considérés comme « tournoi majeur » - le Championnat de la LPGA, l'Open américain et le Classic Peter Jackson nouvellement promu - et sont considérés comme les plus prestigieux et difficiles à remporter.
L'Américaine Nancy Lopez est désignée « Joueuse de l'année de la LPGA » (« Player of the Year ») pour la seconde fois fois de sa carrière et gagne le classement des gains remporté avec des gains de 197 489 $ en remportant huit victoires mais aucun tournoi majeur. Les trois tournois majeurs sont remportés par Donna Caponi-Young (Championnat de la LPGA), Jerilyn Britz (Open américain) et Amy Alcott (Classic Peter Jackson). Enfin, le « Trophée Vare » récompensant la golfeuse ayant la moyenne de score la plus basse de la saison est remporté par Nancy Lopez pour la seconde fois consécutive.

## Histoire
Pour l'organisation de cette trentième édition, la majorité des tournois se disputent aux États-Unis mais de nombreux tournois sont programmés hors des États-Unis. Comme la saison précédente, le LPGA décide lors de l'édition 1978 d'organiser des tournois hors des frontières des États-Unis avec la tenue de tournois programmés au Canada, en Angleterre, aux Philippines et au Japon. La majorité des joueuses sont des golfeuses principalement américaines professionnelles et amateures mais la LPGA intègre quelques années des golfeuses étrangères. Le calendrier établi fait débuter la saison par le Classic d'Elizabeth Arden en Floride remporté par Amy Alcott. Au cours de cette saison, bien que la majorité des tournois ont été remportés par des golfeuses américaines professionnelles, de nombreuses golfeuses non-américaines remportent des tournois : la Sud-Africaine Sally Little (trois tournois), la Canadienne Sandra Post (trois tournois), l'Australienne Penny Pulz et l'Argentine Silvia Bertolaccini.
L'Américaine Nancy Lopez est désignée « Joueuse de l'année de la LPGA » (« Player of the Year ») pour la seconde fois fois de sa carrière et gagne le classement des gains remporté avec des gains de 197 489 $ en remportant huit victoires mais aucun tournoi majeur. Les trois tournois majeurs sont remportés par Donna Caponi-Young (Championnat de la LPGA), Jerilyn Britz (Open américain) et Amy Alcott (Classic Peter Jackson).

## Participantes à la saison LPGA 1979
Les participantes ont deux statuts. Certaines sont devenues professionnelles, et pour certaines avant la création de ce circuit, mais de nombreuses amateures prennent également part aux tournois sans toutefois pouvoir recevoir le montant des gains en raison de leur statut.
| Participantes       | Participantes      | Participantes       | Participantes    | Participantes    |
| Professionnelles    | Professionnelles   | Professionnelles    | Professionnelles | Professionnelles |
| ------------------- | ------------------ | ------------------- | ---------------- | ---------------- |
| Kathy Ahern         | Amy Alcott         | Debbie Austin       | Laura Baugh      | Susie Berning    |
| Silvia Bertolaccini | Jane Blalock       | Pat Bradley         | Murle Breer      | Jerilyn Britz    |
| Bonnie Bryant       | Donna Caponi-Young | JoAnne Carner       | Judy Clark       | Peggy Conley     |
| Beth Daniel         | Mary Dwyer         | Vicki Fergon        | Lori Garbacz     | Dot Germain      |
| Marlene Hagge       | Shelley Hamlin     | Pam Higgins         | Hisako Higuchi   | Kathy Hite       |
| Joyce Kazmierski    | Judy Kimball       | Betsy King          | Bonnie Lauer     | Sally Little     |
| Nancy Lopez         | Debbie Massey      | Susie McAllister    | Kathy McMullen   | Pat Meyers       |
| Barbara Moxness     | Sandra Palmer      | Sandra Post         | Kathy Postlewait | Jo Ann Prentice  |
| Penny Pulz          | Judy Rankin        | Alexandra Reinhardt | Alice Ritzman    | Cathy Sherk      |
| Sandra Spuzich      | Hollis Stacy       | Jan Stephenson      | Jo Ann Washam    | Donna White      |
| Kathy Whitworth     |                    |                     |                  |                  |

## Classements saison 1979

### Tableau des gains («Money list»)
Le tableau ci-dessous est le classement des golfeuses par gains obtenus sur cette saison 1979. Le classement par gains est remporté par Nancy Lopez avec 197 489 $ remportés.
| Cla. | Golfeuses   | Gains     | Victoires |
| ---- | ----------- | --------- | --------- |
| 1    | Nancy Lopez | 197 489 $ |           |

### Trophée Vare («Vare Trophy»)
Le tableau ci-dessous est le classement des golfeuses par scores les plus bas sur cette saison 1979.
| Cla. | Golfeuses   | Moyenne |
| ---- | ----------- | ------- |
| 1    | Nancy Lopez |         |